# 奈傑爾·斯特普尼
奈傑爾·斯特普尼（英語：Nigel Stepney，1958年11月14日—2014年5月2日）是一位英國機械師及英國改裝車公司Sumo Power的車隊經理
。奈傑爾·斯特普尼被法拉利車隊任命為首席機械師前，曾經任職於數支一級方程式車隊；他是2007年一級方程式間諜爭議事件中的核心人物。

## 生涯
斯特普尼曾是世界耐力錦標賽JRM車隊的車隊經理兼首席機械師。他在1977年進入影子車隊成為一級方程式機械師，之後跟隨著埃里奧·德·安吉尼斯前往蓮花車隊，又在1980年代末和1990年代初期轉往貝納通車隊，最後與麥可·舒馬克、羅里·拜恩和羅斯·布朗一同跳槽至法拉利車隊。他當時在法拉利擔任首席機械師，之後成為了比賽與測試技術經理。
麥可·舒馬克的賽車在2000年西班牙大獎賽進入維修站時造成斯特普尼受傷。這是發生在斯特普尼仍在卸下燃油索具時，德國人卻已經被釋放。他的韌帶及腳踝受到了嚴重損傷。根據2007年2月1日的一篇網路報導，斯特普尼對法拉利的技術轉型感到不樂，他也因此想要離開車隊，尋找新的挑戰。然而Pitpass網站的報導表示，法拉利的發言人盧卡·柯拉揚尼（Luca Colajanni）指出斯特普尼已經與車隊簽約至2007年賽季，因此他仍然留在法拉利。
2007年2月23日，斯特普尼升任為性能開發部主管，這意味著他將不再出現於賽場上了。

### 間諜爭議辯解
2007年6月21日的報導指出，傳言法拉利在提出正式控訴後，斯特普尼成為了摩德納地方檢察官的刑事調查對象。未指出調查的原因，且有關投訴的具體細節也沒有公諸於世。一位法拉利發言人向路透社表示「這與任何事件無關；而是與他的行為有關。」後來的報導指出這是由於車隊在摩納哥大獎賽以第3與第8名完賽後，發現他們的賽車油箱內有白色殘留粉末。他也被指控販售法拉利零件給其他車隊。然而他否認了這些控訴，並聲稱自己是「卑鄙手段運動」的受害者。

斯特普尼在7月3日被法拉利萬寶路車隊開除。法拉利在當日晚些時候宣布他們正在對斯特普尼，以及被Autosport.com指名的麥拉倫技師邁克·考夫蘭提出法律訴訟；一份法拉利的新聞稿表示：
|  | 法拉利宣佈近來提交了一份針對奈傑爾·斯特普尼和一位來自沃達豐麥拉倫-梅賽德斯車隊的技師的案子給摩德納法庭，此事件是有關於他們涉嫌竊取機密資料。此外，訴訟已經在英格蘭展開，也已經對相關的工程師發出搜索令。這也有了確切的結果。 |

斯特普尼在7月5日從菲律賓度假返回後，被義大利警方以工業間諜案審問。本田車隊在7月6日發表一份聲明，證實斯特普尼與考夫蘭曾在2007年6月與該隊接洽，目的是尋求工作機會。麥拉倫自考夫蘭涉入這件事件被揭露以來，提供了設計藍圖與開發文檔給國際汽車聯盟，內容是車隊的底盤自事件於4月發生後的所有升級細節。

### 調查
2008年1月22日，有報導指出斯特普尼受到一間製造車載賽車攝影機系統的公司Gigawave招攬，作為賽事技術總監。這家公司也曾在2008年派隊出賽FIA GT錦標賽。
國際汽車聯盟在2008年3月7日發表一份聲明，呼籲車隊和那些FIA曾授予執照的車隊，不要在「沒有進行任何關於奈傑爾·斯特普尼是否適合參與國際賽車運動的適當盡職審查」的情況下雇用他。
RECOMMENDATION RE: NIGEL STEPNEY
2008年3月7日

有關於去年未經許可使用一級方程式內的智慧財產的調查，FIA當時聽到前法拉利僱員奈傑爾·斯特普尼先生，將法拉利機密文件交給沃達豐麥拉倫-梅賽德斯車隊的一位員工的指控。儘管斯特普尼先生對於他涉入這件事件的嚴重性與程度辯駁，不過他也已經坦承這項指控，並且向FIA道歉。由於斯特普尼先生並非FIA執照持有人，因此並不會根據國際賽事規章對他採取任何行動（然而FIA正在與進行調查斯特普尼先生行動的義大利警方合作）。由於這是良好秩序問題，FIA建議持有執照者在未進行有關斯特普尼先生是否適合從事國際賽車運動調查下，不要與他進行專業合作。這項建議維持至2009年7月1日為止。
然而這項限制在2009年2月6日被取消，FIA主席馬克斯·莫斯利聲稱斯特普尼與考夫蘭在這件醜聞中，只不過是「蝦兵蟹將」。
斯特普尼在2010年8月27日被Sumo Power車隊任命為車隊經理，並參賽於FIA GT1世界錦標賽。

### 裁定
2010年9月29日，斯特普尼在被裁定犯有「蓄意破壞、工業間諜活動、體育運動詐欺和重傷害未遂」罪，被判刑1年8個月的有期徒刑併科罰金600歐元。有報導指出他在進行認罪辯訴協議後獲得減刑。然而這在義大利的法律制度下是不可能的，他最終仍將進入監獄服刑。

## 逝世
斯特普尼於2014年5月2日在英國阿什福德M20高速公路的一場交通意外中喪命。然而還無法確認關於他死亡的確切情形。不過據警方透漏，當時他的車是停放著的，接著他下車「進入車道，（隨後）就被一輛鉸接式貨車撞上」。而他在事故現場被宣告死亡。